# La Sénia
La Sénia este o localitate în Spania în comunitatea Catalonia în provincia Tarragona. În 2006 avea o populație de 5.976 locuitori.
1. ↑   https://lasenia.cat/web/membres-corporacio/ Lipsește sau este vid: |title= (ajutor)
2. ↑   https://www.idescat.cat/emex/?id=430445 Lipsește sau este vid: |title= (ajutor)
3. ↑   http://www.idescat.cat/pub/?id=aec&n=925&t=2016 Lipsește sau este vid: |title= (ajutor)